# شترمرغ استرالیایی
شترمرغ استرالیایی یا (اِمو) (نام علمی: Dromaius novaehollandiae) بزرگ‌ترین پرنده بومی استرالیا است.
شترمرغ استرالیایی بزرگ‌ترین پرنده‌ای است که بومی استرالیا است و در استرالیا سه زیر گونه از شترمرغ استرالیایی وجود دارد. و تنها گونه موجود از سردهٔ Dromaius است. این پرنده از لحاظ ارتفاع، پس از شترمرغ آفریقایی، دومین پرنده بزرگی است که در جهان وجود دارد. بزرگ‌ترین پرنده‌ها می‌توانند به اندازهٔ ۱۵۰ تا ۱۹۰ سانتیمتر (۵۹ تا ۷۵ اینچ) برسند. اِمو پس از دو گونهٔ شترمرغ و دو گونه شترمرغ شاخدار، چهارمین (یا احتمالاً پنجمین) پرندهٔ سنگین‌وزن دنیا هم محسوب می‌شود که به‌طور متوسط اندکی بیشتر از پنگوئن امپراتور وزن دارد. اِموهای بالغ، به‌طور میانگین دارای وزنی بین ۱۸ و ۶۰ کیلوگرم (۴۰ و ۱۳۲ پوند) هستند که میانگین آن در نرها و ماده‌ها به ترتیب ۳۱٫۵ و ۳۷ کیلوگرم (۶۹ و ۸۲ پوند) می‌باشد. ماده‌ها معمولاً اندکی بزرگ‌تر از نرها هستند.
شترمرغ استرالیایی به صورت روزگرد از انواع گیاهان بومی تغذیه می‌کند. تنوع رژیم غذایی این شترمرغ‌ها، بستگی به در دسترس بودن فصلی گیاهانی همچون آکاسیا، دم‌اسب‌درختی و تیره گندمیان دارد. البته رژیم غذایی این پرنده منحصر به این گیاهان نیست و اِموها همچنین از حشرات و سایر بندپایان از جمله ملخ، جیرجیرک، سوسک، کفشدوزک، انواع لاروها، مورچه، عنکبوت و هزارپا هم تغذیه می‌کنند این حشرات، بخش بزرگی از پروتئین مورد نیاز آنها را هم فراهم می‌نماید. شترمرغ استرالیایی عموماً و البته غیررسمی، به عنوان یک نماد (سمبل)، پرندهٔ ملی استرالیا در نظر گرفته می‌شود و به اتفاق کانگورو بر روی نشان ملی استرالیا حضور دارد.

## نگارخانه

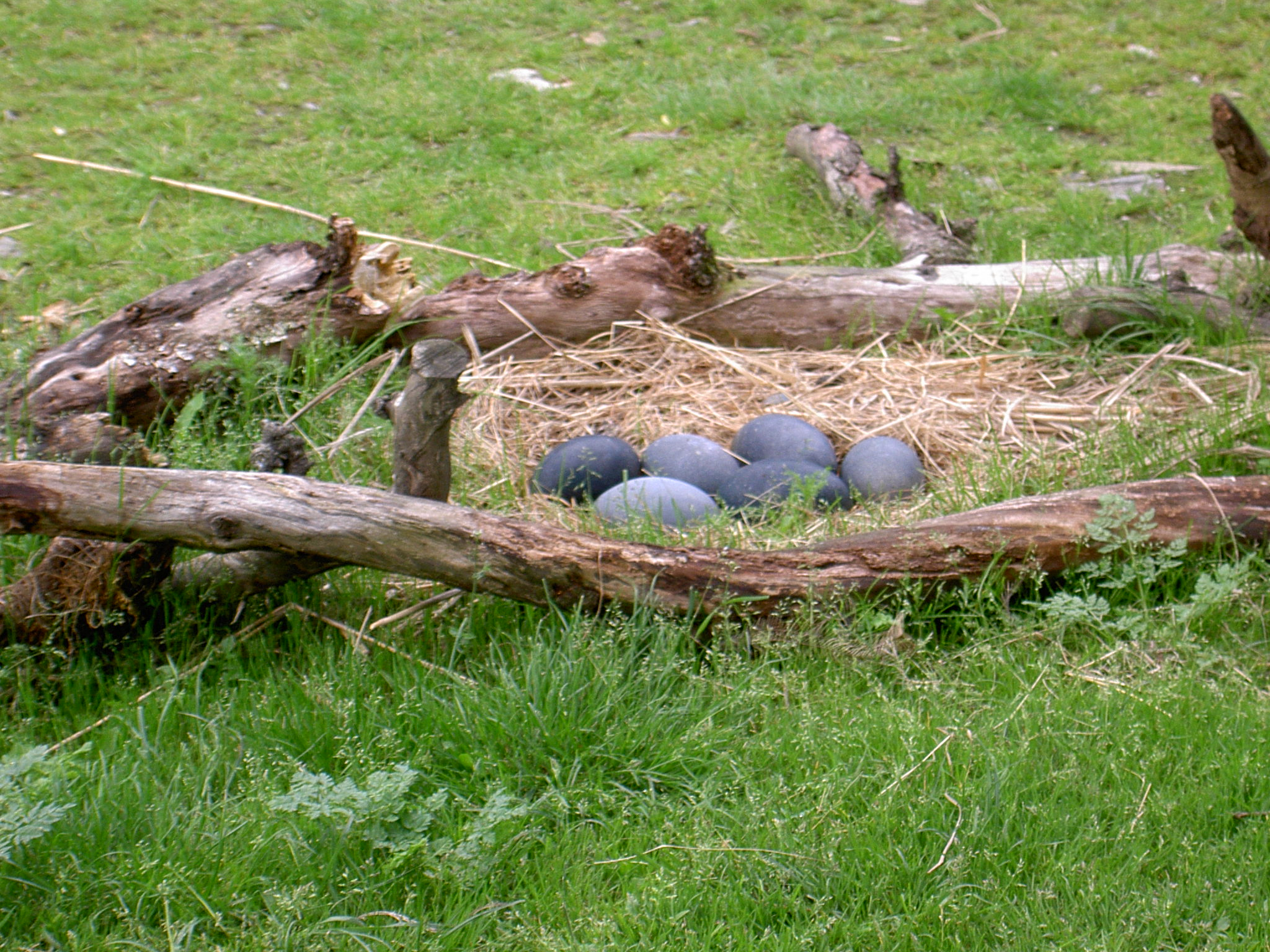
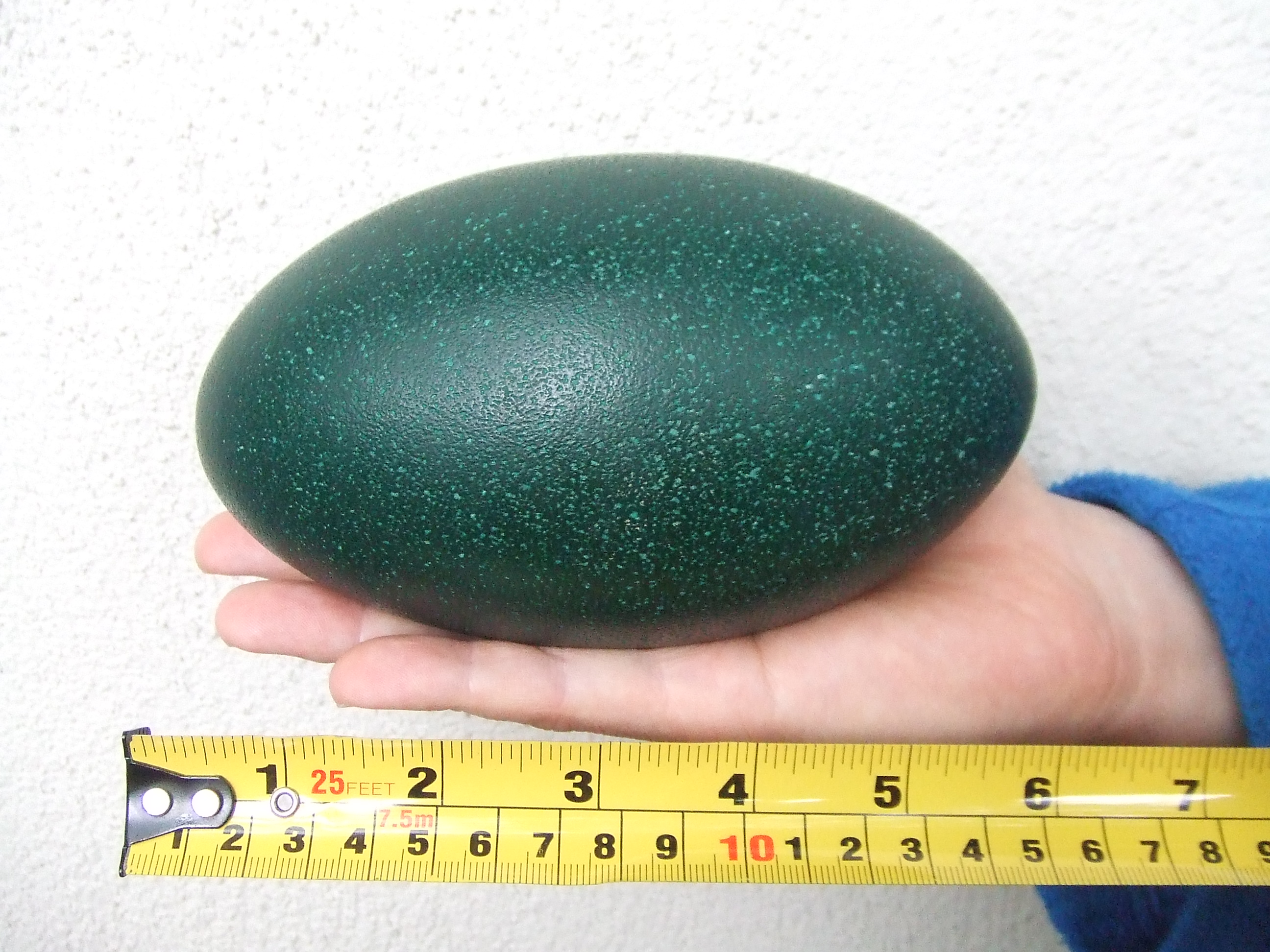
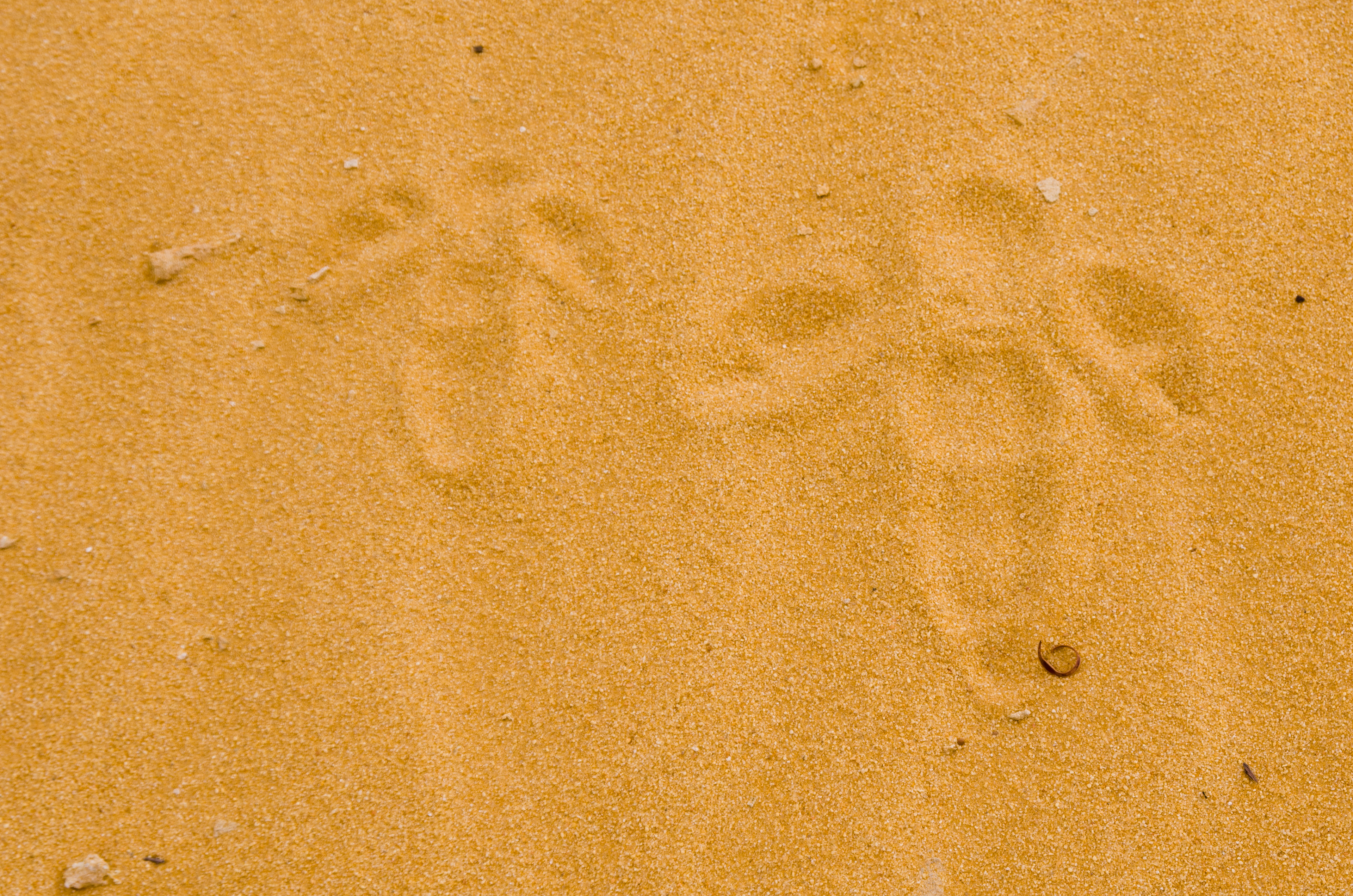
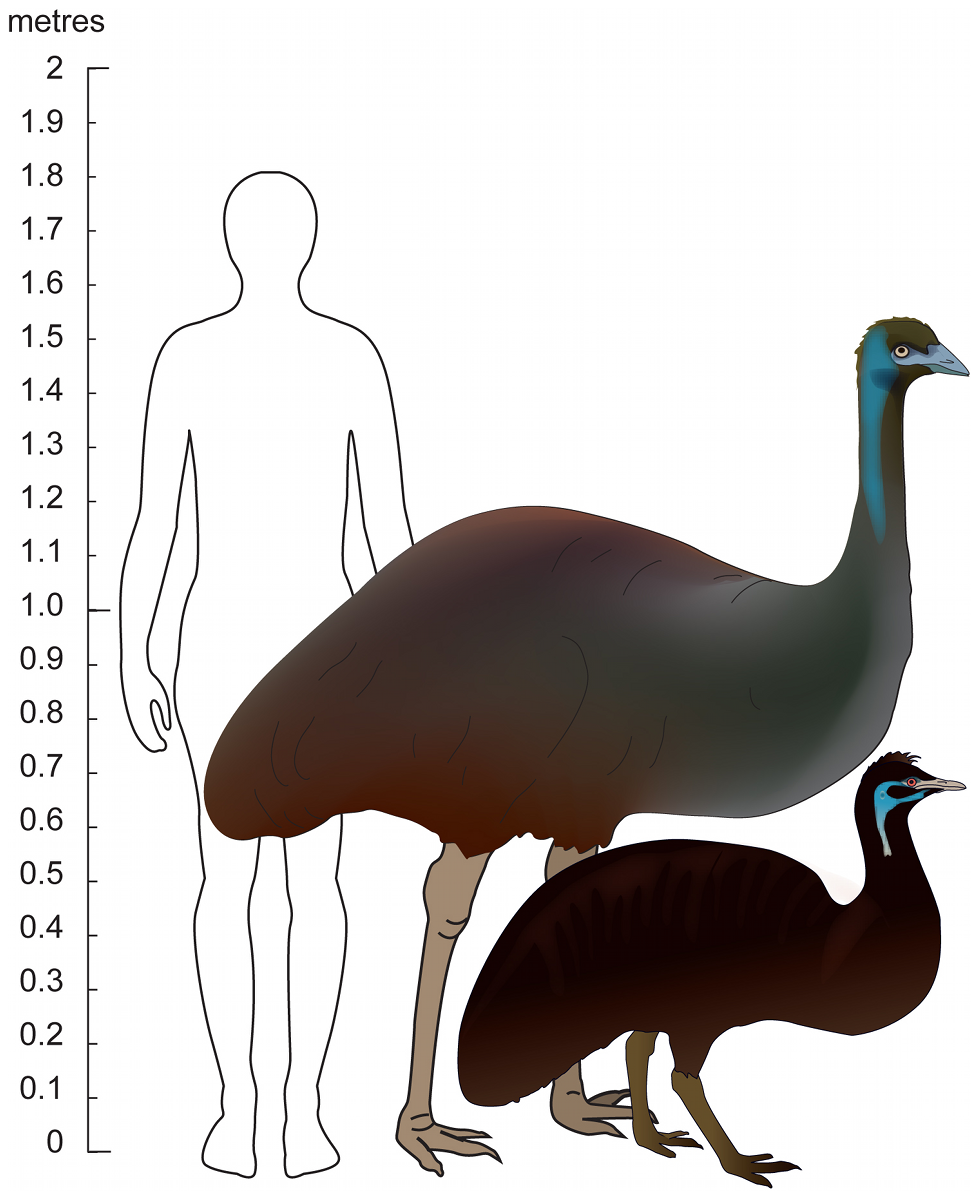